# Wakefield (Pennsylvanie)
Pour les articles homonymes, voir Wakefield (homonymie).
Wakefield est une census-designated place située dans le comté de Lancaster, dans l’État de Pennsylvanie, aux États-Unis. Lors du recensement de 2020, elle compte 634 habitants.